# 히라시마촌 (이시카와현)
히라시마촌(比楽島村)은 이시카와현 이시카와군에 있던 촌이다. 현재의 하쿠산시의 가와키타정 경계의 주변. 호쿠리쿠 본선 미카와역의 주변에 해당한다.

## 역사
- 1889년 월 1일 - 정촌제 시행에 의해 6개 촌의 구역을 가지고 히라시마촌이 성립하였다.
- 1934년 7월 15일 - 후쿠토메촌과 합병해 이시카와촌이 성립하였다.

## 참고문헌
- 角川日本地名大辞典 17 石川県